# Derecho européen d'août 2022
Le derecho européen d'août 2022 est un violent phénomène orageux qui a donné des vents violents sur l'île française de Corse et dans certaines parties du nord de l'Italie, de l'Autriche, de la Slovénie et du sud de la Tchéquie le 18 août 2022. L'événement a fait au moins 12 morts et 106 blessés. Il a été catégorisé comme derecho par les analystes. De la grosse grêle a aussi été notée par endroits avec des orages avant et après le passage du système en Italie.

## Évolution météorologique
Dès le 17 août, le nord de la Méditerranée et l'est de l'Europe étaient à l'avant d'un creux barométrique et dans la région de sortie d'un courant-jet à courbe cyclonique. L'environnement subissait donc un cisaillement des vents important et les valeurs d'énergie potentielle de convection disponible (EPCD), due à l'instabilité de l'air et la présence d'une humidité abondante, atteignant plus de 3 000 J/kg. 
Un système convectif de méso-échelle (SCM) s'est formé dans la nuit du 17 au 18 août sur le nord des îles Baléares puis s'est déplacé rapidement vers le nord-est, touchant la Corse tôt le matin. Les images du radar météorologique montrent que la ligne d'orages s'est progressivement arquée et est devenue un grain en arc. La descente du courant-jet de moyenne altitude sur le flanc ouest du SCM a donné de puissantes rafales de vent à la surface. Le système a ensuite affecté une zone s'étendant de l'Italie du Nord jusqu'à l'Autriche et le sud de la République tchèque, sur un trajet de près de 1 500 km, parcouru en 12 heures. Ainsi le premier rapport de rafales violentes a été observé à 6 h 15 UTC dans l'ouest de la Corse et le dernier à 17 h 45 UTC en Tchéquie.
La presse a rapporté les propos de scientifiques et du Laboratoire européen des orages violents (ESSL) que cela correspondait à la définition d'un derecho, soit une ligne orageuse qui dure plusieurs heures, parcourt une très grande distance et qui s'étend sur au moins 300 km de longueur, donnant des vents en rafales d'au moins 120 km/h en se déplaçant plus rapidement que le vent moyen de la basse troposphère, un phénomène rare en Europe,,. Dans un rapport sur l'événement, Météo-France a corroboré cette analyse.

## Conséquences

### France
En Corse, au moins cinq personnes sont mortes et 20 ont été blessées, dont 4 gravement et 125 sauvetages en mer ont été nécessaires. Des rafales généralisées de 111 km/h (Sari-d'Orcino) à 206 km/h (L'Île-Rousse) ont été enregistrées, dont 158 km/h à Ajaccio et 197 km/h à Calvi. Le maximal de 225 km/h a été signalé à Marignana,. Calvi et Marignana ont battu leurs records précédents.
À un moment donné, 350 personnes étaient portées disparues mais toutes ont depuis été retrouvées vivantes. Un grand nombre de toitures ont été soufflées, des arbres furent déracinés, 45 000 foyers ont été privés d’électricité selon EDF, le tout accompagné de fortes pluies et de grêle. À l’aéroport d’Ajaccio un avion a été abîmé et dans le port, des bateaux ont coulé. La pluie associée aux orages ne fut pas très importante, les accumulations allant de 20 à 40 mm sur la côté occidentale en moins d'une heure.
Il a été reproché à Météo-France de n'avoir déclenché la vigilance orange que le matin du 18, après les premiers signalements de vent. Même si, selon certains spécialistes, une simulation de prévision numérique du temps montrait un événement exceptionnel, un porte-parole de Météo-France a pris la défense de l'organisme en affirmant que toutes les simulations ne l'ont pas fait car ces phénomènes très localisés sont encore difficiles à prévoir.

### Italie du nord

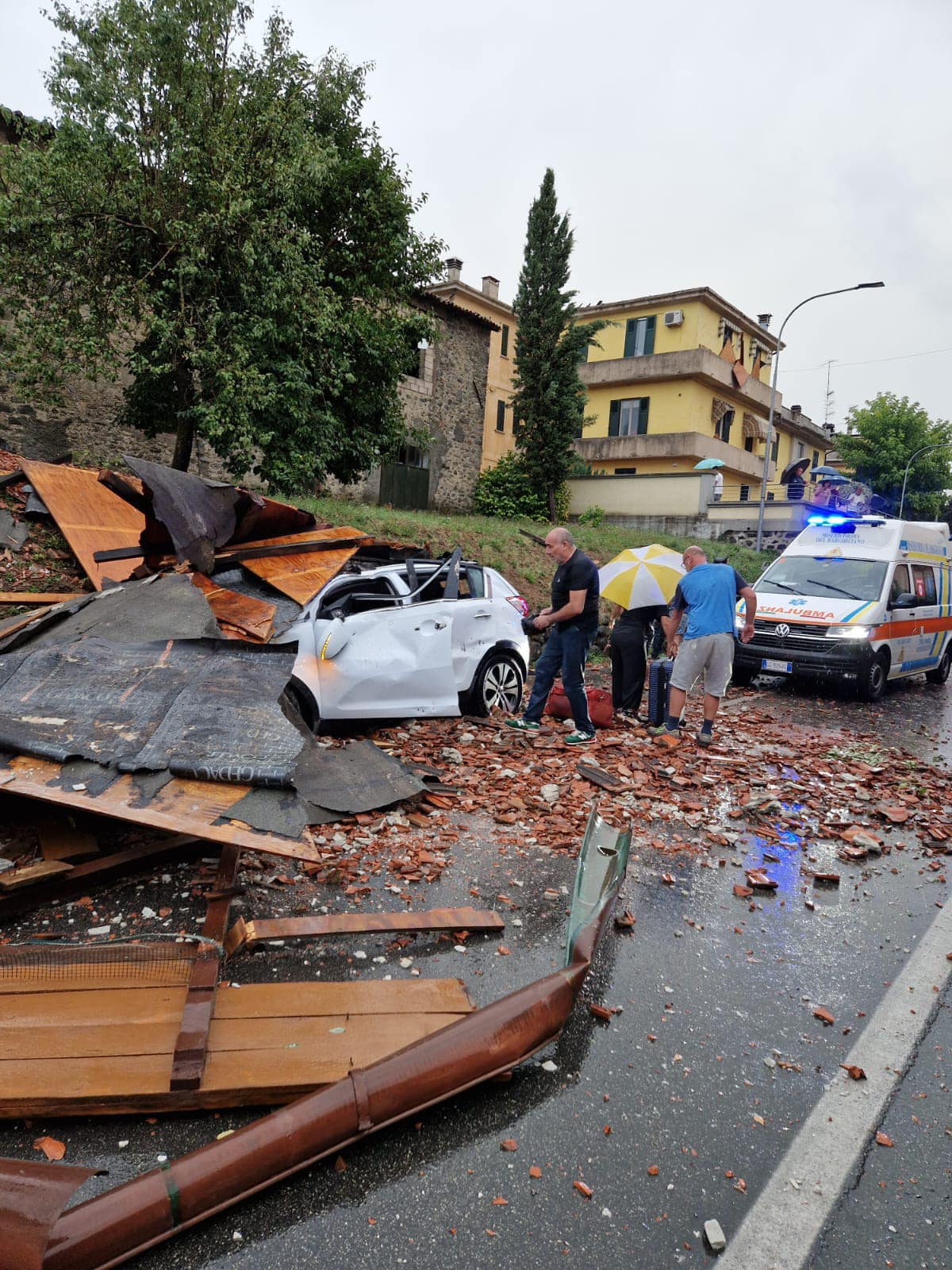
Dommages à Barga en Italie.

En Italie, deux personnes ont été tuées par des chutes d'arbres en Toscane et au moins 41 autres personnes ont été blessées dans le nord de l'Italie,.
Les vents ont soufflé jusqu'à 140 km/h en Ligurie et en Émilie-Romagne (notamment dans les provinces de La Spezia, Ferrare, Modène et dans le Tigullio). Des équipes de sapeurs-pompiers ont dû faire face à des chutes d'arbres et de branches, des toitures arrachées et assister les automobilistes en difficulté. Dans la région de Ferrara, une grue est tombée sur des maisons. De la grêle a détruit une série de cultures dans la région de Spezzino. Une tornade a frappé Luni, à la frontière entre la Ligurie et la Toscane, et une autre a touché Bondeno. Ces tornades ont abattu des arbres, soufflé des toits et causé des dommages aux télécommunications. La maçonnerie du clocher de la basilique Saint-Marc de Venise a été endommagée. À Piombino, le vent a fait tourner une grande roue hors de contrôle, détachant au moins une des cabines vides.
Il est à noter qu'un orage supercellulaire à l'avant du derecho a touché Lavagna et Sestri Levante en Ligurie, laissant de la grêle allant jusqu'à 5 cm de diamètre, blessant 22 personnes et endommageant voitures, toits et façades. Une nouvelle activité orageuse s'est aussi produite en soirée après le derecho, donnant des grêlons géants en Toscane et dans les Marches. Les plus gros sont tombés à Macerata Feltria et ont atteint 11 cm de diamètre, blessant 1 personne.

### Slovénie
En Slovénie, les orages ont déferlé sur le pays vers 15 h, cassant des arbres et des branches, soufflant d'autres objets sur les chaussées, arrachant des toits. En même temps, une cyberattaque a causé des problèmes aux services de protection et de sauvetage. Lors de la tempête à Ljubljana, un panneau d'affichage a percuté un motocycliste et l'a renversé. Selon les premières informations, le motard a été légèrement blessé. Trois accidents de la circulation sont liés à la tempête, causant dégâts matériels aux véhicules. Les autorités rapportèrent au moins quatre personnes blessées.

### Autriche
En Autriche, cinq personnes sont mortes et 14 ont été blessées, principalement par des chutes d'arbres. Les Lands de la Carinthie, de la Styrie et du Tyrol ont surtout été touché par les vents bien supérieurs à 100 km/h, selon l'Institut central de météorologie et de géodynamique (ZAMG), qui ont généré des vagues jusqu'à 50 centimètres sur les lacs comme celui de Klopeiner et fait perdre l'électricité à plus de 65 000 Autrichiens. Un pic à 139 km/h a été enregistré près de Neumarkt in Steiermark. Les autoroutes, les routes et les voies ferrées ont été bloquées par les débris.
La plupart des districts de Styrie ont signalé de graves dommages aux routes, aux bâtiments, aux véhicules et aux toits de maisons. Ainsi, dans le quartier de Gösting à Graz, un arbre a fracassé le pare-brise d'une voiture en marche, les trois occupants en sont sortis indemnes. Il en va de même pour les occupants d'un bus sur lequel des morceaux de toit sont tombés amis un passager a subi un choc nerveux. La tempête a également frappé le site du Grand Prix moto d'Autriche à Spielberg et son terrain de camping mais n'a pas fait de victimes malgré les tentes emportées par le vent. Le festival FM4 Frequency (en) de Sankt Pölten a également été interrompu par les avertissements et le site a été évacué.

### République tchèque
Malgré son affaiblissement en Autriche, le derecho a donnée de fortes rafales sur le centre-sud de la Tchéquie.